# Порт-Саид (стадион)
Стадион Порт-Саид (араб. ستاد بورسعيد‎) — египетский многофункциональный стадион, расположенный в городе Порт-Саиде. Вместимость составляет 18 тысяч человек, максимально же стадион может вместить до 35 000 зрителей. Служит домашним стадионом для футбольного клуба «Аль-Масри».
Стадион расположен в 8 км от аэропорта Порт-Саид.

## История
Строительство стадиона было завершено в 1956 году, он был открыт в присутствии министра социальных дел Хусейна аль-Шафеи от имени президента Гамаля Абделя Насера.
1 февраля 2012 года стадион стал местом трагический событий, в результате которых погибло не менее 73 человек.

## Международные соревнования
Стадион в Порт-Саиде стал одним из мест проведения Кубка африканских наций 2006. На нём прошли все матчи группы D, в котором играли сборные Нигерии, Сенегала, Ганы и Зимбабве, и матч 1/4 финала (Нигерия—Тунис)